# Autoprotolyse
Een autoprotolysereactie is in de scheikunde een evenwichtsreactie, waarin een stof waterstofionen (protonen) opneemt of afstaat aan andere moleculen van diezelfde stof. Het bekendste voorbeeld is de autoprotolyse van water:
{\displaystyle {\ce {H2O + H2O <=> H3O+ + OH-}}}
Hierbij treden protolysereacties op tussen de H2O-moleculen onderling. Water treedt hier op als protondonor en als -acceptor. Dit kan omdat water een amfolyt is: water is in staat om zowel een proton af te staan (dan gedraagt het zich als een zuur) als om een proton op te nemen (dan gedraagt het zich als base). In zuiver water bij een temperatuur van 298 K (25 °C) zijn de concentraties van de H3O+- en de OH−-ionen beide gelijk aan 10−7 mol/L. Het product van beide concentraties is altijd (dus niet enkel in zuiver water) gelijk aan 10−14 mol2/L2 (bij 25 °C !!). Dit wordt het ionenproduct (of autoprotolyseconstante) van water genoemd, in formulevorm:
{\displaystyle K_{w}=\mathrm {[H_{3}O^{+}]} \cdot \mathrm {[OH^{-}]} =1,0\cdot 10^{-14}}
Het bijzondere van de autoprotolysereactie is dat deze niet wordt veroorzaakt door toevoegen van andere zuren en/of basen, maar volledig autonoom blijft doorgaan. Het evenwicht van de autoprotolyse kan echter wel worden verschoven door toevoeging van zuur of base.
Naast water zijn ook andere oplosmiddelen in staat tot autoprotolyse, zoals ammoniak, waterstoffluoride of azijnzuur:
{\displaystyle {\ce {NH3 + NH3 <=> NH4+ + NH2-}}}
{\displaystyle {\ce {HF + HF <=> H2F+ + F-}}}
{\displaystyle {\ce {CH3COOH + CH3COOH <=> CH3C(OH)2+ + CH3COO-}}}
Dit laatste oplosmiddel wordt bijvoorbeeld toegepast bij titraties waarbij de titratiecurve in water niet steil genoeg is om een equivalentie te kunnen zien.

## Solventen
- Bij amfiprotische solventen, zoals water, treedt er autoprotolyse op.
- Bij aprotische solventen, zoals benzeen, treedt er geen autoprotolyse op.